# DSiWare
 (octobre 2019).
Si vous disposez d'ouvrages ou d'articles de référence ou si vous connaissez des sites web de qualité traitant du thème abordé ici, merci de compléter l'article en donnant les références utiles à sa vérifiabilité et en les liant à la section « Notes et références ».
Ne doit pas être confondu avec WiiWare ou 3DSWare.
Pour les articles homonymes, voir DSW.

Logo de la plate-forme DSiWare.

La DSiWare est une plate-forme de téléchargement proposant des jeux pour la Nintendo DSi(XL) et la Nintendo 3DS(XL) à acheter avec des Nintendo Points ou en € (pour la 3DS) en Wi-Fi. Il est accessible directement depuis la console via la  Boutique Nintendo DSi ou le Nintendo eShop. Il a été lancé le 3 avril 2009 en Europe avec 6 jeux, tous développés par Nintendo. Depuis le 30 septembre 2016, il n'est plus possible d'ajouter de points sur la boutique Nintendo DSi (que ce soit via une carte bancaire ou une carte Nintendo eShop, anciennement carte Nintendo Points), et la boutique est fermée depuis le 1er mars 2017. Cependant, les DSiWare sont restés disponibles sur le Nintendo eShop jusqu'au 27 mars 2023. Depuis cette date, il n'existe plus aucun moyen de télécharger des DSiWare (du moins légalement).
Le dernier jeu sorti sur cette plate-forme est Crazy Train de Floor 84 Studio, sorti le 28 janvier 2016 uniquement en Amérique.

## Sortie
- Japon : 24 décembre 2008
- Europe : 3 avril 2009
- États-Unis : 5 avril 2009

## Jeux DSiWare

### Europe

#### 2009
| Titre                                                                  | Développeur             | Nintendo Points | Date de sortie    | Connexion Wi-Fi | Nombre de joueurs | PEGI         | Langue                                             | eShop |
| ---------------------------------------------------------------------- | ----------------------- | --------------- | ----------------- | --------------- | ----------------- | ------------ | -------------------------------------------------- | ----- |
| Nintendo DSi Browser                                                   | Nintendo                | Gratuit         | 3 avril 2009      | Oui             | 1                 | 3+           | Français                                           | Non   |
| WarioWare: Snapped!                                                    | Nintendo                | 500             | 3 avril 2009      | Non             | 1-2               | 3+           | Français                                           | Oui   |
| Pyoro                                                                  | Nintendo                | 200             | 3 avril 2009      | Non             | 1                 | 3+           | Français                                           | Oui   |
| Art Style: AQUITE                                                      | Nintendo                | 500             | 3 avril 2009      | Non             | 1                 | 3+           | Anglais                                            | Oui   |
| Art Style: CODE                                                        | Nintendo                | 800             | 3 avril 2009      | Non             | 1-2               | 3+           | Anglais                                            | Oui   |
| Papier volant                                                          | Nintendo                | 200             | 3 avril 2009      | Non             | 1-2               | 3+           | Français                                           | Oui   |
| Mixed Messages                                                         | Activision              | 500             | 17 avril 2009     | Non             | 2-21              | 3+           | Anglais                                            | Oui   |
| Real Football 2009                                                     | Gameloft                | 800             | 24 avril 2009     | Non             | 1-4               | 3+           | Français                                           | Non   |
| Une pause avec... Faites de la magie: Drôle de tête                    | Nintendo                | 200             | 1er mai 2009      | Non             | 1                 | 3+           | Français                                           | Oui   |
| Une pause avec... Dr. Mario                                            | Nintendo                | 500             | 1er mai 2009      | Non             | 1                 | 3+           | Français                                           | Oui   |
| Une pause avec... Faites de la magie: Astre renversant                 | Nintendo                | 200             | 8 mai 2009        | Non             | 1                 | 3+           | Français                                           | Oui   |
| Une pause avec... Faites de la magie: Choix du voyant                  | Nintendo                | 200             | 15 mai 2009       | Non             | 1                 | 3+           | Français                                           | Oui   |
| Art Style: PiCOPiCT                                                    | Skip Ltd.               | 500             | 22 mai 2009       | Non             | 1                 | 3+           | Anglais                                            | Oui   |
| Pop Superstar : En route pour la célébrité                             | Gameloft                | 800             | 22 mai 2009       | Non             | 1-4               | 3+           | Français                                           | Oui   |
| Art Style: NEMREM                                                      | Nintendo                | 500             | 29 mai 2009       | Non             | 1                 | 3+           | Anglais                                            | Oui   |
| Calculatrice Animal Crossing                                           | Nintendo                | 200             | 5 juin 2009       | Non             | 1                 | 3+           | Français                                           | Oui   |
| Horloge Animal Crossing                                                | Nintendo                | 200             | 5 juin 2009       | Non             | 1                 | 3+           | Français                                           | Oui   |
| Art Style: KUBOS                                                       | Nintendo                | 500             | 5 juin 2009       | Non             | 1                 | 3+           | Anglais                                            | Oui   |
| SUDOKU 150! For Challengers                                            | Hudson Soft             | 500             | 12 juin 2009      | Non             | 1                 | 3+           | Français                                           | Non   |
| Asphalt 4: Elite Racing                                                | Gameloft                | 800             | 12 juin 2009      | Non             | 1-4               | 7+           | Français                                           | Non   |
| Une pause avec... Entraînement cérébral du Dr Kawashima : Scientifique | Nintendo                | 800             | 19 juin 2009      | Non             | 1                 | 3+           | Français                                           | Oui   |
| Sudoku 50! For Beginners                                               | Hudson Soft             | 200             | 26 juin 2009      | Non             | 1                 | 3+           | Français                                           | Non   |
| Horloge Mario                                                          | Nintendo                | 200             | 3 juillet 2009    | Non             | 1                 | 3+           | Français                                           | Oui   |
| Calculatrice Mario                                                     | Nintendo                | 200             | 3 juillet 2009    | Non             | 1                 | 3+           | Français                                           | Oui   |
| Cérébral Challenge                                                     | Gameloft                | 800             | 3 juillet 2009    | Non             | 1                 | 3+           | Français                                           | Oui   |
| Art Style: BOXLIFE                                                     | Nintendo                | 500             | 10 juillet 2009   | Non             | 1                 | 3+           | Anglais                                            | Oui   |
| Une pause avec... Puzzle League                                        | Nintendo                | 500             | 17 juillet 2009   | Non             | 1                 | 3+           | Français                                           | Oui   |
| Une pause avec... Entraînement cérébral du Dr Kawashima: Sudoku        | Nintendo                | 500             | 24 juillet 2009   | Non             | 1                 | 3+           | Français                                           | Oui   |
| Plans des transports urbain Volume 1 - 2009                            | Nintendo                | 500             | 7 août 2009       | Non             | 1                 | 3+           | Français                                           | Non   |
| Plans des transports urbain Volume 2 - 2009                            | Nintendo                | 500             | 7 août 2009       | Non             | 1                 | 3+           | Français                                           | Non   |
| Flipnote Studio                                                        | Nintendo                | Gratuit         | 14 août 2009      | Oui             | 1                 | 3+           | Français                                           | Non   |
| Sujin Taisen : La guerre des chiffres                                  | Nintendo                | 500             | 14 août 2009      | Oui             | 1-4               | 3+           | Français                                           | Oui   |
| Pop+ Solo                                                              | Nnooo                   | 500             | 21 août 2009      | Non             | 1                 | 7+           | Anglais                                            | Oui   |
| Mario vs. Donkey Kong: le retour des mini!                             | Nintendo                | 800             | 21 août 2009      | Oui             | 1                 | 3+           | Français                                           | Oui   |
| Oscar in Toyland                                                       | Virtual Playground      | 800             | 28 août 2009      | Non             | 1                 | 3+           | Français                                           | Oui   |
| Dictionnaire 6 en 1 Fonction appareil photo incluse                    | Nintendo                | 500             | 4 septembre 2009  | Non             | 1                 | tous publics | Français                                           | Oui   |
| Solitaire 2 en 1                                                       | Nintendo                | 200             | 11 septembre 2009 | Non             | 1                 | 3+           | Français                                           | Oui   |
| MySims Camera                                                          | Electronic Arts         | 200             | 18 septembre 2009 | Non             | 1                 | 3+           | Français                                           | Oui   |
| Yummy Yummy Cooking Jam                                                | Virtual Toys            | 500             | 25 septembre 2009 | Oui             | 1                 | 3+           | Français                                           | Oui   |
| Art Style: INTERSECT                                                   | Nintendo                | 500             | 2 octobre 2009    | Non             | 1 à 2             | 3+           | Texte en Anglais                                   | Oui   |
| Horloge cadre photo                                                    | Nintendo                | 200             | 9 octobre 2009    | Non             | 1                 |              |                                                    | Oui   |
| Dragon Quest Wars                                                      | Square Enix             | 500             | 9 octobre 2009    | Oui             | 1 à 4             | 3+           | Anglais, Français, Allemand, Espagnol              | Oui   |
| Viking Invasion                                                        | BiP media               | 800             | 16 octobre 2009   | Non             | 1                 | 7+           | Anglais, Français, Allemand, Espagnol              | Oui   |
| Wakugumi: Monochrome Puzzle                                            | Nintendo                | 500             | 16 octobre 2009   | Non             | 1                 | 3+           | Français                                           | Oui   |
| Combat de Géants: Dragons - Édition Bronze                             | Ubisoft                 | 800             | 23 octobre 2009   | Non             | 1 à 4             | 7+           | Anglais, Français, Allemand, Espagnol, Néerlandais | Oui   |
| Une pause avec...Entraînement cérébral: Littéraire                     | Nintendo                | 800             | 23 octobre 2009   | Non             | 1                 | 3+           | Français                                           | Oui   |
| Little Red Riding Hood's Zombie BBQ                                    | Gammick Entertainment   | 800             | 30 octobre 2009   | Non             | 1                 | 16+          | Anglais, Français, Allemand, Espagnol              | Oui   |
| Une pause avec...Des jeux indémodables: Jeux de cartes                 | Nintendo                | 500             | 30 octobre 2009   | Non             | 1 à 8             | 12+          | Français                                           | Oui   |
| Une pause avec...Des jeux indémodables: Jeux de société                | Nintendo                | 500             | 6 novembre 2009   | Non             | 1 à 8             | 3+           | Français                                           | Oui   |
| Bomberman Blitz                                                        | Hudson soft             | 500             | 6 novembre 2009   | Oui             | 1 à 8             | è+           | Français                                           | Oui   |
| Sudoku                                                                 | Electronic Arts         | 200             | 6 novembre 2009   | Non             | 1                 | 3+           | Français                                           | Oui   |
| Une pause avec... Nintendo Touch Golf                                  | Nintendo                | 800             | 13 novembre 2009  | Non             | 1                 | 3+           | Français                                           | Oui   |
| Uno                                                                    | Gameloft                | 500             | 20 novembre 2009  | Oui             | 1 à 4             | 3+           | Français                                           | Oui   |
| Une pause avec... Des jeux indémodables: Jeux de stratégie             | Nintendo                | 500             | 20 novembre 2009  | Non             | 1 à 4             | 3+           | Français                                           | Oui   |
| myNotebook: Blue                                                       | Nnooo                   | 200             | 20 novembre 2009  | Non             | 1                 |              | Anglais                                            | Oui   |
| Mighty Flip Champs                                                     | WayForward Technologies | 800             | 27 novembre 2009  | Non             | 1                 | 3+           | Anglais                                            | Oui   |
| Reflect Missile                                                        | Nintendo                | 500             | 27 novembre 2009  | Non             | 1                 | 3+           |                                                    | Oui   |
| myNotebook: Red                                                        | Nnooo                   | 200             | 4 décembre 2009   | Non             | 1                 |              | Anglais                                            | Oui   |
| Une pause... Affinités magiques                                        | Nintendo                | 200             | 4 décembre 2009   | Non             | 1                 | 3+           |                                                    | Oui   |
| Foto Face: L'attaque du voleur de visages                              | Electronic Arts         | 800             | 4 décembre 2009   | Non             | 1                 | 7+           | Français                                           | Oui   |
| Just SING! Christmas Songs                                             | Engine Software         | 200             | 4 décembre 2009   | Non             | 1                 | 3+           | Anglais                                            | Oui   |
| Jeux de plateau en images: Bluff en couleurs                           | Nintendo                | 500             | 11 décembre 2009  | Non             | 1 à 4             | 3+           |                                                    | Oui   |
| Starship Patrol                                                        | Nintendo                | 500             | 18 décembre 2009  | Non             | 1                 | 7+           |                                                    | Oui   |
| myNotebook: Green                                                      | Nnooo                   | 200             | 18 décembre 2009  | Non             | 1                 |              | Anglais                                            | Oui   |
| Une pause avec... Photo-pensée                                         | Nintendo                | 200             | 18 décembre 2009  | Non             | 1                 | 3+           |                                                    | Oui   |
| Littlest Pet Shop                                                      | Electronic Arts         | 800             | 18 décembre 2009  | Non             | 1                 | 3+           | Anglais                                            | Oui   |
| Castle of Magic                                                        | Gameloft                | 500             | 18 décembre 2009  | Non             | 1                 | 3+           | Français                                           | Oui   |
| Rayman (jeu vidéo)                                                     | Ubisoft                 | 800             | 25 décembre 2009  | Non             | 1                 | 7+           | Français                                           | Oui   |
| Une pause avec... Faites de la magie: Détecteur de pensées             | Nintendo                | 200             | 25 décembre 2009  | Non             | 1                 | 3+           |                                                    | Oui   |
| Me And My Dogs: Amis pour toujours                                     | Gameloft                | 800             | 25 décembre 2009  | Non             | 1                 | 3+           | Français                                           | Oui   |
| Art Academy Premier Semestre                                           | Nintendo                | 800             | 25 décembre 2009  | Non             | 1                 |              | Français                                           | Oui   |

#### 2010
| Titre                                                          | Développeur        | Nintendo Points | Date de sortie   | Connexion Wi-Fi | Nombre de joueurs | PEGI | Langue   | eShop |
| -------------------------------------------------------------- | ------------------ | --------------- | ---------------- | --------------- | ----------------- | ---- | -------- | ----- |
| High Stakes Texas Hold'em                                      | Hudson Soft        | 500             | 1er janvier 2010 | Oui             | 1 à 4             | 12+  | Français | Oui   |
| Miami Nights: La vie de rêves                                  | Gameloft           | 800             | 1er janvier 2010 | Non             | 1                 | 12+  | Français | Oui   |
| Dragon's Lair                                                  | Digital Leisure    | 800             | 1er janvier 2010 | Non             | 1                 | 7+   | Français | Oui   |
| Sokomania                                                      | Cinemax            | 200             | 8 janvier 2010   | Non             | 1                 | 3+   | Anglais  | Oui   |
| Move your Brain Rollway Puzzles                                | Assoria            | 500             | 8 janvier 2010   | Non             | 1                 | 3+   | Français | Oui   |
| Art Academy Second Semestre                                    | Nintendo           | 800             | 8 janvier 2010   | Non             | 1                 | 7+   | Français | Oui   |
| ELECTROPLANKTON Beatnes                                        | Nintendo           | 200             | 15 janvier 2010  | Non             | 1                 | 3+   | Français | Oui   |
| ELECTROPLANKTON Hanenbow                                       | Nintendo           | 200             | 15 janvier 2010  | Non             | 1                 | 3+   | Français | Oui   |
| ELECTROPLANKTON Nanocarp                                       | Nintendo           | 200             | 22 janvier 2010  | Non             | 1                 | 3+   | Français | Oui   |
| ELECTROPLANKTON Trapy                                          | Nintendo           | 200             | 22 janvier 2010  | Non             | 1                 | 3+   | Français | Oui   |
| Legends of Exilia                                              | Gameloft           | 800             | 29 janvier 2010  | Non             | 1                 | 7+   | Français | Oui   |
| ELECTROPLANKTON Sun-Animalcule                                 | Nintendo           | 200             | 29 janvier 2010  | Non             | 1                 | 3+   | Français | Oui   |
| ELECTROPLANKTON Luminarrow                                     | Nintendo           | 200             | 29 janvier 2010  | Non             | 1                 | 3+   | Français | Oui   |
| New English Training: Apprenez le bon tempo Pour les débutants | Nintendo           | 800             | 5 février 2010   | Non             | 1                 | 3+   | Français | Oui   |
| Snakenoid                                                      | Nintendo           | 500             | 5 février 2010   | Non             | 1                 | 3+   | Français | Oui   |
| ELECTROPLANKTON Luminoop                                       | Nintendo           | 200             | 12 février 2010  | Non             | 1                 | 3+   | Français | Oui   |
| ELECTROPLANKTON Rec-Rec                                        | Nintendo           | 200             | 15 janvier 2010  | Non             | 1                 | 3+   | Français | Oui   |
| Sudoku 4Pockets 3600 Puzzle                                    | 4Pockets Studios   | 500             | 12 février 2010  | Non             | 1                 | 3+   | Anglais  | Oui   |
| Puzzle to Go Wildlife                                          | Tivola             | 500             | 19 février 2010  | Non             | 1                 | 3+   | Français | Oui   |
| Flight Control                                                 | Firemint           | 500             | 19 février 2010  | Non             | 1 à 2             | 3+   | Français | Oui   |
| Downtown Texas Hold'em                                         | Electronic Arts    | 500             | 19 février 2010  | Non             | 1 à 4             | 12+  | Français | Oui   |
| Dracula Undead Awakening                                       | Chillingo          | 500             | 26 février 2010  | Non             | 1                 | 12+  | Français | Oui   |
| Zoo Frenzy                                                     | Gameloft           | 800             | 26 février 2010  | Non             | 1                 | 3+   | Français | Oui   |
| Bird & Bombs                                                   | Nintendo           | 200             | 26 février 2010  | Non             | 1                 | 3+   | Français | Oui   |
| ELECTROPLANKTON Varvoice                                       | Nintendo           | 200             | 26 février 2010  | Non             | 1                 | 3+   | Français | Oui   |
| ELECTROPLANKTON Marine-Crystals                                | Nintendo           | 200             | 26 janvier 2010  | Non             | 1                 | 3+   | Français | Oui   |
| New English Training: Apprenez le bon tempo Pour initiés       | Nintendo           | 800             | 5 mars 2010      | Non             | 1                 |      | Français | Oui   |
| Globulos Party                                                 | Nintendo           | 500             | 5 mars 2010      | Non             | 1                 | 3+   | Français | Oui   |
| Dark Void Zero                                                 | Capcom             | 500             | 5 mars 2010      | Non             | 1                 | 7+   | Français | Oui   |
| Real Football 2010                                             | Gameloft           | 800             | 5 mars 2010      | Non             | 1 à 4             | 3+   | Français | Oui   |
| 4 Travellers Jouez avec l'espagnol                             | Agenius            | 800             | 12 mars 2010     | Non             | 1 à 4             | 3+   | Français | Oui   |
| Simply Sudoku                                                  | Engine Software    | 200             | 12 mars 2010     | Non             | 1                 | 3+   | Français | Oui   |
| Pop Island                                                     | odenis studio      | 500             | 12 mars 2010     | Non             | 1 à 8             | 3+   | Français | Oui   |
| Elemental Masters                                              | lbxgames           | 800             | 12 mars 2010     | Non             | 1 à 2             | 7+   | Français | Oui   |
| Simply Mahjong                                                 | Engine Software    | 200             | 12 mars 2010     | Non             | 1                 | 3+   | Français | Oui   |
| Photo Dojo                                                     | Nintendo           | 200             | 19 mars 2010     | Non             | 1 à 2             | 12+  | Français | Oui   |
| Libera Wing                                                    | Pixel Federation   | 800             | 19 mars 2010     | Non             | 1                 | 7+   | Anglais  | Oui   |
| Kaasa                                                          | Pixel Federation   | 200             | 19 mars 2010     | Non             | 1                 | 7+   | Anglais  | Oui   |
| Car Jack Streets                                               | Tag Games          | 800             | 19 mars 2010     | Non             | 1                 | 12+  | Français | Oui   |
| Gangstar 2: Kings of L.A.                                      | Gameloft           | 500             | 26 mars 2010     | Non             | 1                 | 12+  | Français | Oui   |
| SUPER YUM YUM Puzzle Adventures                                | Mastertronic       | 800             | 26 mars 2010     | Non             | 1                 | 3+   | Français | Oui   |
| Game and Watch Judge                                           | Nintendo           | 200             | 26 mars 2010     | Non             | 1 à 2             | 3+   | Anglais  | Oui   |
| Game and Watch Mario's Cement Factory                          | Nintendo           | 200             | 26 mars 2010     | Non             | 1 à 2             | 3+   | Anglais  | Oui   |
| Game and Watch Chef                                            | Nintendo           | 200             | 26 mars 2010     | Non             | 1 à 2             | 3+   | Anglais  | Oui   |
| Spaceball: Revolution                                          | Virtual Toys       | 500             | 2 avril 2010     | Non             | 1                 | 3+   | Français | Oui   |
| Puzzle to Go Diddl                                             | Tivola             | 500             | 2 avril 2010     | Non             | 1                 | 3+   | Français | Oui   |
| Oscar in Movieland                                             | Virtual Playground | 800             | 2 avril 2010     | Non             | 1                 | 3+   | Français | Oui   |
| AiRace : Tunnel                                                | QubicGames         | 200             | 2 avril 2010     | Non             | 1                 | 7+   | Français | Oui   |
| Ludia                                                          | Virtual Playground | 800             | 9 avril 2010     | Non             | 1 à 4             | 3+   | Anglais  | Oui   |
| Faceez                                                         | Neko Entertainment | 200             | 9 avril 2010     | Non             | 1                 | 7+   | Français | Oui   |
| AlphaBounce                                                    | Mad Monkey         | 500             | 9 avril 2010     | Non             | 1                 | 7+   | Français | Oui   |
| Pocket Pack Words & Numbers                                    | Mere Mortals       | 500             | 16 avril 2010    | Non             | 1 à 6             | 3+   | Anglais  | Oui   |
| System Flaw: Recruit                                           | Enjoy Gaming       | 500             | 16 avril 2010    | Non             | 1                 | 7+   | Français | Oui   |
| Combat de Géants : Dinosaures Combats pour ta survie           | Ubisoft            | 800             | 16 avril 2010    | Non             | 1 à 2             | 7+   | Français | Oui   |

#### 2012
| Titre                                     | Développeur          | Nintendo Points | Date de sortie    | Wi-Fi | Nombre de joueurs | PEGI | Langue   | eShop |
| ----------------------------------------- | -------------------- | --------------- | ----------------- | ----- | ----------------- | ---- | -------- | ----- |
| Succès au primaire Mathématiques CP       | Tivola               | 500             | 5 janvier 2012    | Non   | 1                 | 3+   | Français | Oui   |
| Make-Up & Style                           | Cypronia             | 500             | 12 janvier 2012   | Non   | 1                 | 3+   | Anglais  | Oui   |
| Doodle Fit                                | Gamelion             | 500             | 12 janvier 2012   | Non   | 1                 | 3+   | Anglais  | Oui   |
| Come On! Heroes                           | Circle Ent.          | 200             | 19 janvier 2012   | Non   | 1                 | 7+   | Anglais  | Oui   |
| 40-in-1 Explosive Megamix                 | Nordcurrent          | 800             | 19 janvier 2012   | Non   | 1                 | 7+   | Français | Oui   |
| succès au primaire Mathématiques, CE1     | Tivola               | 500             | 26 janvier 2012   | Non   | 1                 | 3+   | Français | Oui   |
| Double Bloob                              | Bloober Team         | 500             | 26 janvier 2012   | Non   | 1                 | 7+   | Anglais  | Oui   |
| Castle Conqueror Against                  | Circle Ent.          | 200             | 2 février 2012    | Non   | 1                 | 7+   | Anglais  | Oui   |
| Pinball Pulse: The Ancients Beckon        | Nintendo             | 500             | 2 février 2012    | Non   | 1                 | 3+   | Français | Oui   |
| Gaia's Moon                               | EnjoyUp Games        | 200             | 9 février 2012    | Non   | 1 à 2             | 3+   | Anglais  | Oui   |
| Crazy Cheebo: Puzzle Party                | Cypronia             | 200             | 9 février 2012    | Non   | 1 à 2             | 3+   | Français | Oui   |
| GO Series: Undead Storm                   | Gamebridge           | 200             | 16 février 2012   | Non   | 1 à 4             | 12+  | Anglais  | Oui   |
| Succès au primaire Mathématiques, CE2     | Tivola               | 500             | 16 février 2012   | Non   | 1                 | 3+   | Français | Oui   |
| Box Pusher                                | GameOn               | 500             | 23 février 2012   | Non   | 1 à 2             | 3+   | Français | Oui   |
| 3 Heroes Crystal Soul                     | Circle Ent.          | 500             | 23 février 2012   | Non   | 1                 | 3+   | Anglais  | Oui   |
| L'alphabet de Lola                        | BeiZ                 | 200             | 1er mars 2012     | Non   | 1 à 2             | 3+   | Français | Oui   |
| Succès au primaire Mathématiques, CM1     | Tivola               | 500             | 1er mars 2012     | Non   | 1                 | 3+   | Français | Oui   |
| 1001 BlockBusters                         | Selectsoft           | 200             | 8 mars 2012       | Non   | 1                 | 3+   | Français | Oui   |
| 1st Class Poker & BlackJack               | GameOn               | 500             | 15 mars 2012      | Non   | 1 à 5             | 12+  | Français | Oui   |
| Battle of the Elements                    | EnjoyUp Games        | 500             | 15 mars 2012      | Non   | 1 à 2             | 3+   | Français | Oui   |
| Aahh! Spot the difference                 | Gamelion             | 200             | 22 mars 2012      | Non   | 1                 | 3+   | Anglais  | Oui   |
| Hints Hunter                              | CIRCLE Ent.          | 200             | 29 mars 2012      | Non   | 1                 | 3+   | Français | Oui   |
| Pirates Assault                           | Gamelion             | 200             | 5 avril 2012      | Non   | 1                 | 3+   | Anglais  | Oui   |
| I Must Run!                               | Gamelion             | 200             | 12 avril 2012     | Non   | 1                 | 12+  | Anglais  | Oui   |
| Crystal Caverns of Amon-Ra                | Selectsoft           | 500             | 12 avril 2012     | Non   | 1                 | 3+   | Français | Oui   |
| GO Series: Escape Trick Convenience Store | Gamebridge           | 500             | 19 avril 2012     | Non   | 1                 | 12+  | Anglais  | Oui   |
| Inchworm Animation                        | Flat Black Films     | 500             | 26 avril 2012     | Non   | 1                 | 3+   | Anglais  | Oui   |
| Cat Frenzy                                | Teyon                | 200             | 3 mai 2012        | Non   | 1                 | 3+   | Français | Oui   |
| Curling Super Championship                | Cypronia             | 500             | 10 mai 2012       | Non   | 1 à 2             | 3+   | Français | Oui   |
| Devil Band - Rock the Underworld          | CIRCLE Ent.          | 500             | 7 juin 2012       | Non   | 1                 | 12+  | Anglais  | Oui   |
| Art of Ink                                | Sabarasa             | 800             | 14 juin 2012      | Non   | 1                 | 3+   | Anglais  | Oui   |
| Goooooal Europa 2012                      | Cinemax              | 500             | 21 juin 2012      | Non   | 1                 | 3+   | Anglais  | Oui   |
| Le Sudoku fruité de Lola                  | BeiZ                 | 200             | 28 juin 2012      | Non   | 1                 | 3+   | Français | Oui   |
| Let's Create! Pottery                     | Infinite Dreams      | 500             | 28 juin 2012      | Non   | 1                 | 3+   | Français | Oui   |
| Escape the Virus: Swarm Survival          | Teyon                | 200             | 5 juillet 2012    | Non   | 1                 | 3+   | Français | Oui   |
| Topoloco : fou de la topographie          | Abstraction Games    | 500             | 12 juillet 2012   | Non   | 1                 | 3+   | Français | Oui   |
| 99Seconds                                 | EnjoyUp Games        | 200             | 12 juillet 2012   | Non   | 1                 | 3+   | Français | Oui   |
| Flip the Core                             | Engine Software      | 200             | 19 juillet 2012   | Non   | 1                 | 3+   | Anglais  | Oui   |
| Zuma's Revenge!™                          | PopCap               | 800             | 19 juillet 2012   | Non   | 1                 | 7+   | Anglais  | Oui   |
| Candle Route                              | Teyon                | 200             | 26 juillet 2012   | Non   | 1                 | 3+   | Français | Oui   |
| Decathlon 2012                            | Cinemax              | 500             | 26 juillet 2012   | Non   | 1 à 4             | 3+   | Anglais  | Oui   |
| 3, 2, 1... WordsUp!                       | EnjoyUp Games        | 200             | 2 août 2012       | Non   | 1                 | 3+   | Français | Oui   |
| Ace Mathician                             | Circle Ent.          | 200             | 2 août 2012       | Non   | 1                 | 3+   | Anglais  | Oui   |
| 101 Pinball World                         | Selectsoft           | 500             | 9 août 2012       | Non   | 1                 | 3+   | Français | Oui   |
| 90's Pool                                 | Cinemax              | 200             | 9 août 2012       | Non   | 1 à 2             | 3+   | Anglais  | Oui   |
| Escape the Virus: Shoot'Em Up!            | Teyon                | 200             | 16 août 2012      | Non   | 1                 | 3+   | Français | Oui   |
| The Lost Town - The Jungle                | CIRCLE Ent.          | 500             | 16 août 2012      | Non   | 1                 | 12+  | Anglais  | Oui   |
| Rummikub                                  | Games Factory Online | 800             | 23 août 2012      | Non   | 1 à 4             | 3+   | Français | Oui   |
| iSpot Japan                               | EnjoyUp Games        | 200             | 30 août 2012      | Non   | 1 à 2             | 3+   | Français | Oui   |
| Crazy Hunter                              | EnjoyUp Games        | 500             | 6 septembre 2012  | Non   | 1                 | 3+   | Anglais  | Oui   |
| Bookstore Dream                           | Circle Ent.          | 200             | 13 septembre 2012 | Non   | 1                 | 3+   | Anglais  | Oui   |
| Abyss                                     | EnjoyUp Games        | 200             | 20 septembre 2012 | Non   | 1                 | 3+   | Anglais  | Oui   |
| Crazy Chicken Pirates                     | Teyon                | 200             | 27 septembre 2012 | Non   | 1                 | 7+   | Français | Non   |
| Robot Rescue 2                            | Teyon                | 200             | 11 octobre 2012   | Non   | 1                 | 3+   | Français | Oui   |
| 18th Gate                                 | Circle Ent.          | 500             | 18 octobre 2012   | Non   | 1                 | 7+   | Anglais  | Oui   |
| Come On! Dragons                          | Circle Ent.          | 200             | 1er novembre 2012 | Non   | 1                 | 7+   | Anglais  | Oui   |
| Cake Ninja 2                              | Cypronia             | 500             | 8 novembre 2012   | Non   | 1 à 2             | 3+   | Français | Oui   |
| Magical Whip                              | Agetec               | 200             | 15 novembre 2012  | Non   | 1                 | 3+   | Anglais  | Oui   |
| Spirit Hunter Inc : Shadow                | Nnooo                | 800             | 22 novembre 2012  | Non   | 1                 | 7+   | Anglais  | Oui   |
| Spirit Hunter Inc : Light                 | Nnooo                | 800 / 7,99 €    | 22 novembre 2012  | Non   | 1                 | 7+   | Anglais  | Oui   |
| DotMan                                    | Agetec               | 200 / 1,99 €    | 29 novembre 2012  | Non   | 1                 | 3+   | Anglais  | Oui   |
| Le merveilleux pays de Noël 2             | Microvalue           | 800             | 6 décembre 2012   | Non   | 1                 | 3+   | Français | Oui   |
| Wizard Defenders                          | Teyon                | 200             | 13 décembre 2012  | Non   | 1                 | 3+   | Français | Oui   |
| Cake Ninja: XMAS                          | Cypronia             | 200             | 20 décembre 2012  | Non   | 1                 | 3+   | Français | Oui   |
| Castle Conqueror - Heroes 2               | Circle Ent.          | 500             | 20 décembre 2012  | Non   | 1                 | 12+  | Anglais  | Oui   |
| Academy: Chess Puzzles                    | Gamelion             | 200             | 27 décembre 2012  | Non   | 1                 | 3+   | Anglais  | Oui   |
| Rabi Laby                                 | Agetec               | 200             | 27 décembre 2012  | Non   | 1                 | 3+   | Anglais  | Oui   |

#### 2013
| Titre                  | Développeur      | Nintendo Points | Date de sortie  | Wi-Fi | Nombre de joueurs | PEGI | Langue   | eShop |
| ---------------------- | ---------------- | --------------- | --------------- | ----- | ----------------- | ---- | -------- | ----- |
| Crystal Adventure      | Circle Ent.      | 200             | 3 janvier 2013  | Non   | 1                 | 7+   | Anglais  | Oui   |
| Kung Fu Dragon         | Agetec           | 200             | 10 janvier 2013 | Non   | 1                 | 7+   | Anglais  | Oui   |
| Zombie Skape           | EnjoyUp Games    | 200             | 17 janvier 2013 | Non   | 1                 | 7+   | Anglais  | Oui   |
| Snowboard Xtreme       | EnjoyUp Games    | 200             | 24 janvier 2013 | Non   | 1                 | 3+   | Anglais  | Oui   |
| La t'œuf de Pâques     | Microvalue       | 500             | 28 février 2013 | Non   | 1                 | 3+   | Français | Oui   |
| Goony                  | Circle Ent.      | 200             | 14 mars 2013    | Non   | 1 à 2             | 3+   | Anglais  | Oui   |
| Bloons TD 4            | Digital Goldfish | 500             | 21 mars 2013    | Non   | 1                 | 3+   | Anglais  | Oui   |
| Ah! Heaven             | Circle Ent.      | 200             | 4 avril 2013    | Non   | 1                 | 3+   | Anglais  | Oui   |
| Clash of Elementalists | Teyon            | 500             | 11 avril 2013   | Non   | 1 à 2             | 12+  | Anglais  | Oui   |
| Forgotten Legions      | Cypronia         | 500             | 18 avril 2013   | Non   | 1                 | 12+  | Anglais  | Oui   |
| Publisher Dream        | Circle Ent.      | 200             | 2 mai 2013      | Non   | 1                 | 3+   | Anglais  | Oui   |
| Color Commando         | Circle Ent.      | 200             | 9 mai 2013      | Non   | 1                 | 3+   | Anglais  | Oui   |

## Prix
Sur la Boutique Nintendo, les prix des jeux varie de 200 à 1 200 Nintendo Points  et certains jeux sont gratuits. Sur le Nintendo eShop les prix varient de 1,99 à 11,99 €.
Dans la Boutique Nintendo DSi, on les classes dans 4 groupes :
- Gratuit
- 200
- 500
- Premium (800 Nintendo Points et plus)